# Església de Sant Nicolau (Brașov)
L'Església de Sant Nicolau (en romanès: Biserica Sfântu Nicolae) a la ciutat de Braşov al Sud-est de la regió històrica de Transsilvània, a Romania és un temple ortodox - romanès que data del segle xiii i que va ser construït inicialment en estil gòtic.

## Història
Encara que diversos documents proven l'existència d'una capella de fusta existent des de l'any 1292, l'església de Sant Nicolau va ser construïda en pedra en 1495 pels habitants romanesos del poblat, avui barri, de Scheii Brașovului, a l'oest de la ciutat de Braşov, amb el suport del príncep romanès de Valàquia, Neagoe Basarab.
L'església i l'escola romanesa, construïda més tard en la seva proximitat, van constituir un important centre espiritual i cultural per a la població romanesa de la regió, sobretot, amb la vinguda del diaca Coresi, qui imprimís aquí els primers llibres en llengua romanesa.

## Construcció
Construïda inicialment en estil gòtic, l'església sofriria diverses transformacions en el barroc. Al segle xviii, el plànol de l'església va ser augmentat amb l'addició d'una capella i un portal. Gràcies a les donacions de diversos governants dels principats romanesos de Valàquia i Moldàvia, l'església es va veure adornada per una remarcable col·lecció d'icones antigues. L'Església de Sant Nicolau va ser restaurada durant el període d'entreguerres pels habitants de la ciutat i compta sobre les seves parets amb frescs realitzats pel famós pintor romanès Misu Pop.
Al cementiri proper descansen les restes d'importants personatges de la història nacional o local com Nicolae Titulescu, el doctor Aurel Popovici, el sacerdot Vasile Saftu o el doctor Ioan Mesota, entre d'altres.